# Juelsminde

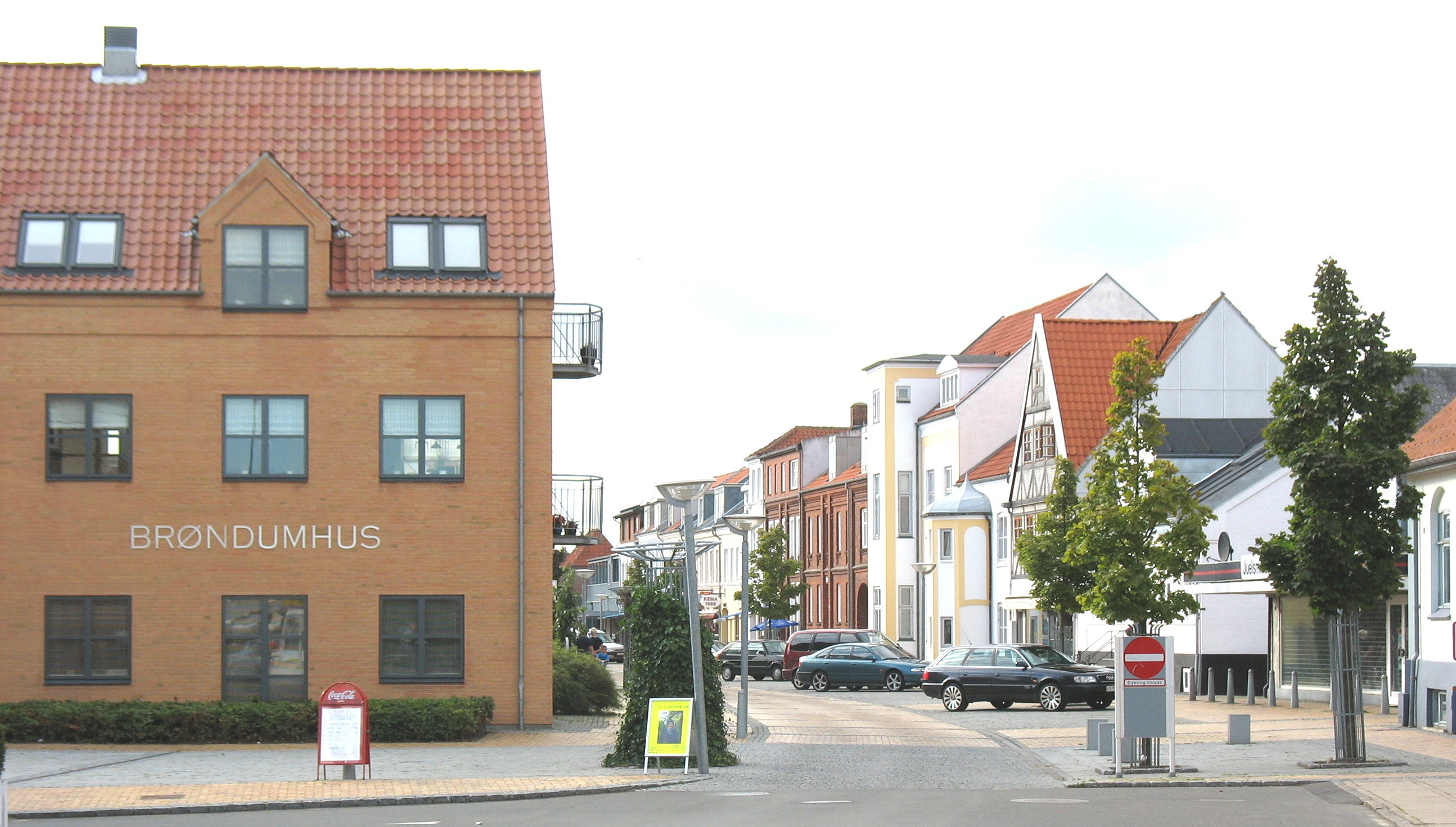
Estrada em Juelsminde.

Juelsminde é um município da Dinamarca, localizado na região sudeste, no condado de Vejle.
O município tem uma área de 239,66 km² e uma  população de 15 555 habitantes, segundo o censo de 2005.